# Gaurax bicoloripes
Gaurax bicoloripes är en tvåvingeart som först beskrevs av Malloch 1933.  Gaurax bicoloripes ingår i släktet Gaurax och familjen fritflugor. Inga underarter finns listade i Catalogue of Life.